# Александер Гауланд
Алексáндер Ебергардт Гáуланд (нім. Alexander Eberhardt Gauland нар. 20 лютого 1941, Хемніц, Третій рейх) — німецький політик. Спільно з Аліс Вайдель провідний кандидат від право-популістської та євроскептичної партії Альтернатива для Німеччини на парламентських виборах 2017 року .

## Біографія
Александер Гауланд народився 20 лютого 1941 року в місті Хемніц. Ім'я отримав на честь російського імператора Олександра .
У 1970 році захистив докторську дисертацію і здобув ступінь доктора права.

### Політична кар'єра
Гауланд був членом партії ХДС. Протягом 15 років був близьким співробітником Вальтера Вальмана, який був обер-бургомістром у Франкфурті-на-Майні, федеральним міністром з охорони навколишнього середовища, прем'єр-міністром в землі Гессен.
Після того як Вальман в 1991 році програв вибори в ландтаг, Гауланд став редактором газети «Märkische Allgemeine» в Потсдамі, яка в той час належала видавничій групі «Frankfurter Allgemeine Zeitung». Одночасно активно виступав як публіцист у провідних виданнях.
Понад три роки був заступником голови партії Альтернатива для Німеччини (АДГ). У 2014 обраний депутатом ландтагу Бранденбургу за партійним списком, був головою депутатської фракції АДГ .

## Політичні позиції
Путінферштеєр. Виступає за скасування санкцій проти Росії. За даними німецького журналіста Бориса Райтшустера, у 2016 році Гауланд їздив у Росію за запрошенням фонду, заснованого олігархом Костянтином Малофєєвим, і визнавав, що особисто зустрічався з «кремлівським ідеологом» Олександром Дугіним.

## Висловлювання
Гауланд відомий своїми висловлюваннями, що викликають широкі протести. До них відноситься теза, що німці вже досить розібралися зі своєю історією, пов'язаною з націонал-соціалізмом, і що під цією темою повинна бути підведена риска. Також він заявив, що, незважаючи на злочинність системи, мільйони німецьких солдатів відважно виконували свій обов'язок і тому у сучасних німців має бути право ними пишатися. За його словами, він не відчуває сорому за злочини німецького народу, так як ні сам, ні його батьки не були з цим пов'язані особисто. У той же час, Гауланд вважає за можливе і потрібне пишатися досягненнями німців за їх тисячолітню історію.